# Matías Corral
Pour les articles homonymes, voir Corral (homonymie).
Pas d'image ? Cliquez ici

a Compétitions nationales et continentales officielles uniquement.

b Matchs officiels uniquement.
Dernière mise à jour le 28 avril 2012.
Matías Corral, né le 10 août 1968 à Buenos Aires, est un joueur argentin de rugby à XV évoluant au poste de pilier.

## Biographie
Matías Corral joue en club avec le San Isidro Club de 1988 à 1995. Il connaît 17 sélections internationales en équipe d'Argentine. Il fait ses débuts le 22 mai 1993 contre l'équipe du Japon. Sa dernière apparition comme Puma a lieu le 4 juin 1995 contre les Italiens. Il participe à la Coupe du monde de rugby 1995 et il marque un essai pour son dernier match.

## Statistiques en équipe nationale
- 17 sélections
- 10 points (2 essais)
- Nombre de sélections par année : 6 en 1993, 4 en 1994, 7 en 1995
- Participation à la Coupe du monde de rugby : 1995 (3 matchs disputés, 3 comme titulaire, 1 essai)